# Skagastrandarfjöll
Skagastrandarfjöll är en bergskedja i republiken Island. Den ligger i regionen Norðurland vestra, 210 km norr om huvudstaden Reykjavík.
Skagastrandarfjöll sträcker sig 12,2 km i nord-sydlig riktning. Den högsta toppen är Katlafjall, 661 meter över havet.
Topografiskt ingår följande toppar i Skagastrandarfjöll:
- Fjallsöxl
- Katlafjall
- Spákonufellsborg